# Matheo Raab
Matheo Raab (Alemania, 18 de diciembre de 1998) es un futbolista alemán. Juega de portero y su equipo es el F. C. Union Berlin de la 1. Bundesliga de Alemania.

## Trayectoria
El 1 de julio de 2022 fichó por el Hamburgo S. V. como agente libre tras acabar su contrato con el 1. F. C. Kaiserslautern. En su tercer y último año ayudó a conseguir el ascenso a la 1. Bundesliga y en julio de 2025 se unió al F. C. Union Berlin.

## Clubes
| Club                    | País     | Año       |
| ----------------------- | -------- | --------- |
| 1. F. C. Kaiserslautern | Alemania | 2017-2022 |
| Hamburgo S. V.          | Alemania | 2022-2025 |
| F. C. Union Berlin      | Alemania | 2025-     |